# Mahathir bin Mohamad

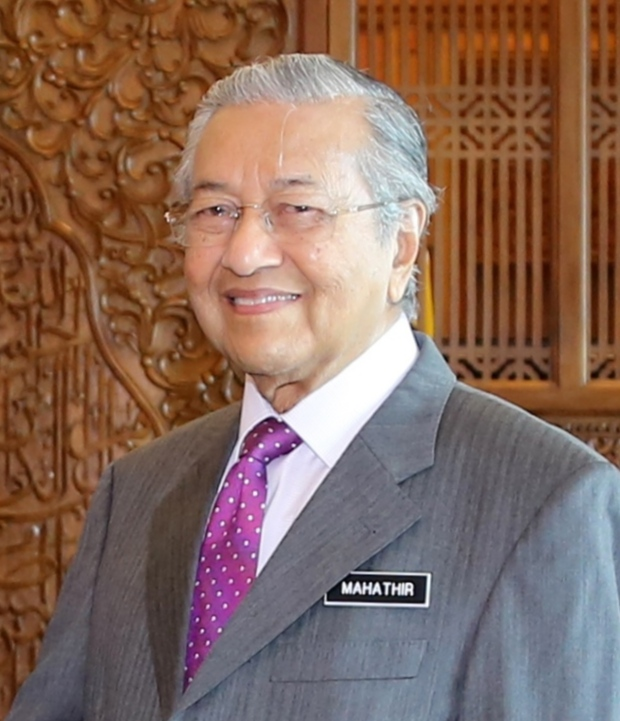
Mahathir bin Mohamad (2018)

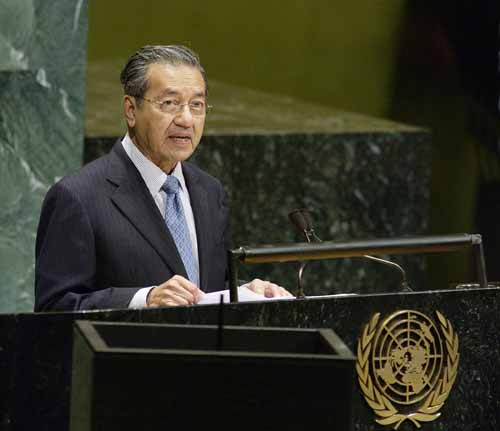
Mahathir bei einer Rede vor der UNO am 25. September 2003 in New York

Tun Mahathir bin Mohamad, kurz (Doktor) Mahathir oder Dr. M genannt (* 10. Juli 1925 in Alor Setar), ist ein malaysischer Politiker. Er war von 1981 bis 2003 und von Mai 2018 bis März 2020 Premierminister.
1997 erhielt Mahathir bin Mohamad den König-Faisal-Preis für Verdienste um den Islam.

## Leben

### Beginn seiner Karriere
Mahathir war zunächst Kinderarzt und praktizierte lange Jahre auf der in der Andamanensee gelegenen Inselgruppe Langkawi, bevor er in die Politik ging. In der ständig an der Regierung beteiligten Partei UMNO kam er in den 1970er Jahren an die Macht. Gleichzeitig war er damit führender Politiker des Regierungsbündnisses Barisan Nasional, in dem die UMNO und andere Parteien den Proporz der verschiedenen Ethnien des multikulturellen Malaysia nachbilden.

### Premierminister

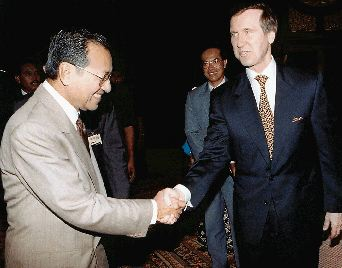
Mahathir mit dem Verteidigungsminister der Vereinigten Staaten William Cohen (1998)

Von 1981 bis zu seinem freiwilligen Rücktritt 2003 war er erstmals Premierminister. Das Regierungsbündnis Barisan Nasional gewann in seiner Amtszeit fünf Parlamentswahlen deutlich. Nachdem er zum Gegner des mit Bereicherungsvorwürfen konfrontierten Premierministers Najib Razak geworden war, verließ er im Februar 2016 die größte Regierungspartei UMNO. Er kandidierte bei der Parlamentswahl am 9. Mai 2018 als Spitzenkandidat des Oppositionsbündnisses Pakatan Harapan („Allianz der Hoffnung“), das die absolute Mehrheit errang. Am folgenden Tag wurde Mahatir erneut Premierminister; er war der älteste Regierungschef weltweit. Erstmals seit der Unabhängigkeit Malaysias 1957 kam es damit zu einem Machtwechsel. Mahatir wollte sich für die Begnadigung von Anwar Ibrahim einsetzen, der ihm als Premierminister nachfolgen sollte.

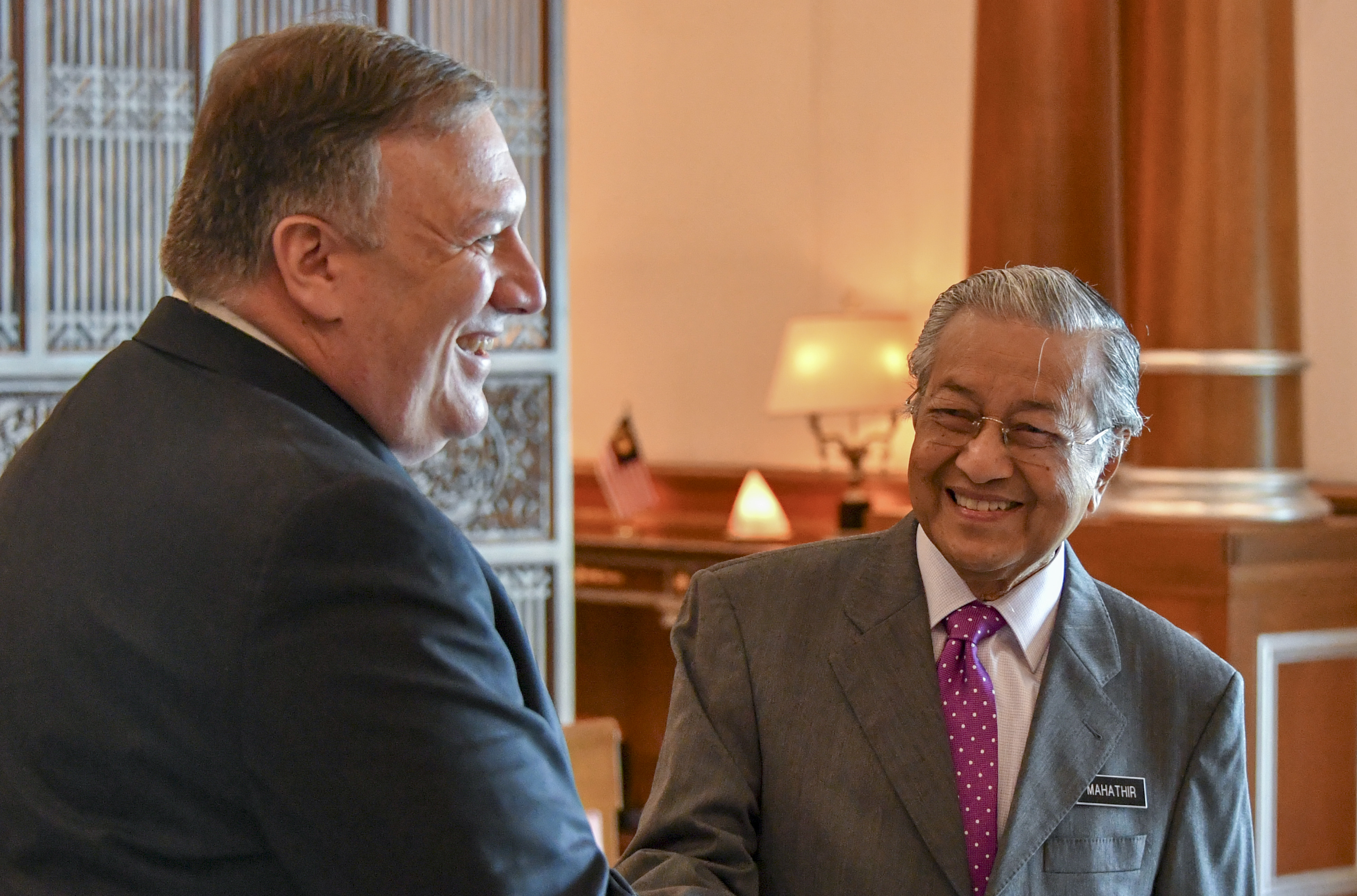
Mahathir und der Außenminister der Vereinigten Staaten Mike Pompeo (2018)

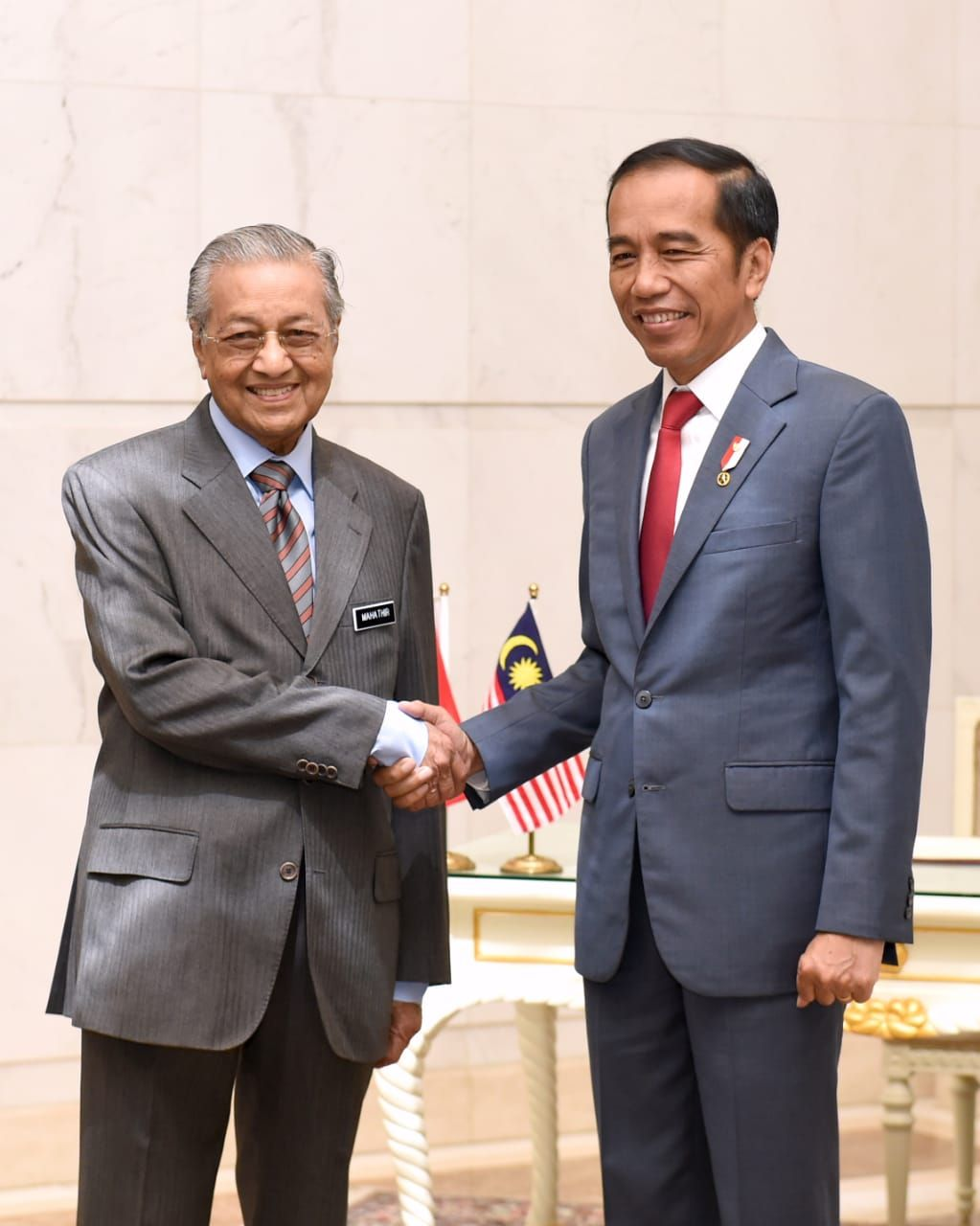
Mahathir mit dem Staatspräsident Indonesiens Joko Widodo (2019)

Am 24. Februar 2020 reichte er seinen Rücktritt ein, zugleich erklärte seine Partei Bersatu den Austritt aus der Regierungskoalition. Der König nahm den Rücktritt an, Mahathir solle aber bis zum Amtsantritt eines Nachfolgers geschäftsführender Regierungschef bleiben. Am 1. März 2020 wurde er von Muhyiddin Yassin abgelöst.

### Wirtschaftspolitik
Mahathir zählt ähnlich wie Singapurs langjähriger Staatschef Lee Kuan Yew zu einer einflussreichen Generation südostasiatischer Staatsmänner, die eine bemerkenswerte wirtschaftliche Entwicklung beförderten, aber autoritär und mit harter Hand regierten – gefürchtet und geschätzt, nicht unbedingt demokratisch (englisch asian style democracy), jedoch nicht ohne Verdienste für ihr Land. Er setzte zum Beispiel das umstrittene Wasserkraftprojekt Bakun in Gang. Seine keynesianische Wirtschaftspolitik ermöglichte die hohen Wachstumsraten der malaysischen Wirtschaft. Dabei wurden die muslimischen Malaien gegenüber der chinesischen und indischen Minderheit bevorzugt (siehe auch Malaysische Neue Ökonomische Politik).
Nach seiner Rückkehr in das Amt des Premierministers stoppte Mahathir 2018 mehrere Großprojekte. Bereits im Mai 2018 annullierte er den Bau der Bahnstrecke High-Speed-Rail (HSR) nach Singapur. Damit unterbrach er das von seinem Vorgänger Razak unterstützte wirtschaftliche Zusammenwachsen mit Singapur. Im August 2018 stoppte er mehrere Projekte mit China, die zum chinesischen Großprojekt One Belt, One Road gehören, denn Malaysia könne sich angesichts seiner Staatsverschuldung die Projekte nicht leisten, und außerdem brauche man diese Infrastruktur gar nicht.

### Privates
Mahatirs ist der Großvater des Skirennläufers Othman Mirzan, welcher als erster Malaysier an einer Alpinen Skiweltmeisterschaft teilnahm.

## Affären

### Affäre um Anwar Ibrahim
Sein langjähriger Vize-Premier und vorgesehener Nachfolger Anwar Ibrahim wurde 1998 von Mahathir entmachtet und im nächsten Jahr inhaftiert (wegen angeblicher Korruption, später auch wegen angeblicher homosexueller Praktiken). 2004 wurde er aus der Haft entlassen. Der damalige US-Vizepräsident Al Gore übte auf einer APEC-Konferenz scharfe Kritik an der Behandlung Anwar Ibrahims und erklärte seine Unterstützung für die demokratische Reformbewegung des Landes.

### Kriegsverbrecherkommission
2007 gründete Mahathir die Kuala Lumpur War Crimes Commission („Kuala-Lumpur-Kriegsverbrecherkommission“) als Alternative zum internationalen Gerichtshof in Den Haag, welchem er eine Voreingenommenheit bei der Auswahl von Verfahren zuschrieb.

### Antisemitismus
Mahathir bin Mohamad hat sich bei zahlreichen Gelegenheiten rassistisch und antisemitisch über Juden geäußert. So behauptete er, sie seien „nicht bloß hakennasig, sondern verstehen Geld instinktiv“. Schindlers Liste, Steven Spielbergs berühmter Film über den Holocaust, wurde von Mahathirs Regierung mit der Begründung verboten, der Film wäre „zu pro-jüdisch“. Hohe Wellen schlug besonders eine Eröffnungsrede, die der malaysische Staatschef auf der Tagung der Organisation der Islamischen Konferenz im Jahr 2003 hielt. Darin sagte er:

“The Europeans killed 6 million Jews out of 12 million, but today the Jews rule the world by proxy … They get others to fight and die for them … They survived 2,000 years of pogroms not by hitting back, but by thinking. They invented … socialism, communism, human rights, and democracy so that persecuting them would appear to be wrong – so they may enjoy equal rights with others. With these they have now gained control of the most powerful countries.”

Auf Deutsch:

„Die Europäer haben 6 von 12 Millionen Juden getötet, aber heute beherrschen die Juden die Welt durch Helfershelfer...
Sie bringen die Anderen dazu, für sie zu kämpfen und zu sterben...
Sie haben 2000 Jahre voller Pogrome nicht überlebt, indem sie zurück geschlagen haben, sondern durch Denken...
Sie erfanden ... Sozialismus, Kommunismus, Menschenrechte, und Demokratie, damit es als Unrecht erschien, wenn man sie verfolgte - und damit sie in den Genuß der gleichen Rechte der Anderen kamen. Damit haben sie jetzt die Kontrolle über die mächtigsten Staaten erlangt.“

Während westliche Kommentatoren entsetzt reagierten, verteidigten Vertreter mehrerer muslimischer Staaten, darunter Afghanistans Präsident Hamid Karzai, Mahathirs Rede.
Im Jahr 1984 untersagte er den New Yorker Philharmonikern die Einreise nach Malaysia, da diese ein Stück des jüdischen Komponisten Ernest Bloch aufführen wollten. Er machte „die Juden“ für die asiatische Finanzkrise im Jahr 1997 verantwortlich und verteilte auf einem Kongress seiner Partei UMNO antisemitische Schriften wie die Protokolle der Weisen von Zion sowie Henry Fords Der internationale Jude.

### Aufruf auf Twitter 2020
Am 29. Oktober 2020, kurz nachdem ein Islamist eine Frau in einer Kirche in Nizza enthauptet und zwei weitere Menschen getötet hatte, veröffentlichte bin Mohamad eine Serie von Kurznachrichten auf Twitter. Darin setzte er sich zunächst mit dem islamistisch motivierten Mord an einem Lehrer in Paris auseinander und erhob die Behauptung, er verstehe, warum Muslime wütend seien. Die Franzosen hätten auch Millionen von Personen ermordet, darunter Muslime. Deshalb hätten Muslime das Recht, „Millionen von Franzosen“ zu töten. Seitens Twitter wurde diese Äußerung zuerst als Verstoß gegen die Allgemeinen Geschäftsbedingungen eingestuft, nicht jedoch gelöscht. Eine Löschung erfolgte einige Stunden später.

## Auszeichnungen
- 2018 – Großkreuz des Ordens der Paulownienblüte[17]